# 扎戈洛夫湖
58°41′12″N 28°47′47″E / 58.686552°N 28.7963247°E
扎戈洛夫湖（俄语：Заголов），是俄羅斯的湖泊，位於該國西北部，由普斯科夫州負責管轄，處於普柳薩區，面積0.03平方公里，集水區面積0.16平方公里，平均水深2米，最大水深3米。